# Antoine Thomson d’Abbadie
Antoine Thomson d’Abbadie (ur. 3 stycznia 1810 w Dublinie, zm. 19 marca 1897 w Paryżu) – francuski podróżnik, badacz i uczony (geograf, etnolog, lingwista, astronom i fizyk). Założyciel misji katolickiej wśród plemion Galla, żarliwy katolik.

## Życiorys
Jego ojciec był Francuzem, a matka Irlandką; on sam uważał się za Baska i był gorliwym badaczem oraz propagatorem kultury baskijskiej. Jego młodszym bratem był Arnaud Michel d’Abbadie. W 1818 rodzina przeniosła się do Francji. Obaj bracia otrzymali staranną edukację w zakresie nauk przyrodniczych. Antoine uczył się w Muséum national d’histoire naturelle i w Collège de France.
W 1835 wyruszył w zorganizowaną przez Akademię Francuską podróż naukową do Brazylii. Jej rezultatem była wydana wiele lat później (1873) książka Observations relatives à la physique du globe faites au Brésil et en Éthiopie.
W wyprawie do Etiopii przygotowywanej w 1837 towarzyszył Antoine’owi młodszy brat Arnaud, który przedtem przebywał przez jakiś czas w Algierii. Wyprawa ta odbyła się w latach 1838–1848. W lutym 1838 bracia wylądowali w Massawie. Odtąd, podróżując czasem razem, czasem osobno, badali różne regiony Etiopii, także (jak Kaffa i Ennarea) najbardziej niedostępne i najmniej znane. Doświadczali wielu niespodziewanych przygód, wplątali się też w sprawy polityczne, w których zwłaszcza Antoine działał na rzecz Kościoła katolickiego i Francji. Starania d’Abbadiego i Kongregacji Rozkrzewiania Wiary doprowadziły do otwarcia w Etiopii misji katolickiej, a w 1848 wikariatu apostolskiego Galla (obecnie Harar).
Po zdobyciu wielu wartościowych informacji o geografii, geologii, archeologii i przyrodzie Etiopii, bracia powrócili do Francji w 1848 i zaczęli przygotowywać zgromadzone materiały do publikacji. Owocem badań kartograficznych i geodezyjnych Antoine’a było dzieło Géographie de l’Éthiopie (Paryż 1890), owocem badań językoznawczych Dictionnaire de la langue amarinna (słownik języka amharskiego, Paryż 1881). Między 1860 a 1873 ukazała się w Paryżu czterotomowa Géodésie d’Éthiopie ou Triangulation d’une partie de la Haute Éthiopie, gromadząca rezultaty badań topograficznych, pełna nowych wartościowych informacji i ilustrowana dziesięcioma mapami. Un Catalogue raisonné de manuscrits éthiopiens (Paryż 1859) stanowi przegląd i opis 234 manuskryptów etiopskich zgromadzonych przez d’Abbadiego. Opublikował wiele drobniejszych prac dotyczących np. geografii Etiopii, etiopskich monet (z poważniejszych wydał Monnaie d’Éthiopie, 1868) i starożytnych inskrypcji. Pod tytułem Reconnaissances magnétiques opublikował w 1890 zbiór gromadzonych w czasie podróży nad Morze Czerwone i do Lewantu obserwacji nad magnetyzmem. Ogólny obraz podróży obu braci daje opublikowana w 1868 przez Arnaud książka Douze ans dans la Haute Éthiopie. Ponadto Antoine przygotował wydanie Pasterza Hermasa z wersją łacińską.
Bardziej wyróżniający się z braci, Antoine, stał się przedmiotem ataków i kontrowersji dotyczących tak jego rezultatów badawczych, jak i działalności politycznej. Do jego oponentów należał angielski podróżnik Charles Tilstone Beke, który zakwestionował jego prawdomówność, zwłaszcza w opisie podróży do Kana. Czas i relacje kolejnych podróżników wykazały jednak, że d’Abbadie relacjonował fakty wiernie, a mylił się jedynie w niektórych konstatacjach, jak ta – szczególnie silnie podważana przez Bekego – że Nil Błękitny jest głównym źródłem Nilu.
Obaj bracia otrzymali w 1850 wielki medal paryskiego Towarzystwa Geograficznego (Société de Géographie), a Antoine został kawalerem Legii Honorowej i członkiem (najpierw korespondentem – 1852, potem rzeczywistym – od 1867) francuskiej Akademii Nauk. Zmarł w 1897. Swoją pirenejską posiadłość przynoszącą 40 000 franków rocznego dochodu wraz z Château d’Abbadie w Hendaye, który zaprojektował Viollet-le-Duc, zapisał Akademii Nauk, pod warunkiem, że do 1950 sporządzi ona katalog 500 000 gwiazd.

## Wybrane prace
- Catalogue raisonné de manuscrits éthiopiens. Paris, 1859[1]
- Monnaie d’Éthiopie. 1868
- L’Abyssinie et le roi Théodoros. 1868[2]